# Lord Borthwick
Pour les articles homonymes, voir Borthwick.

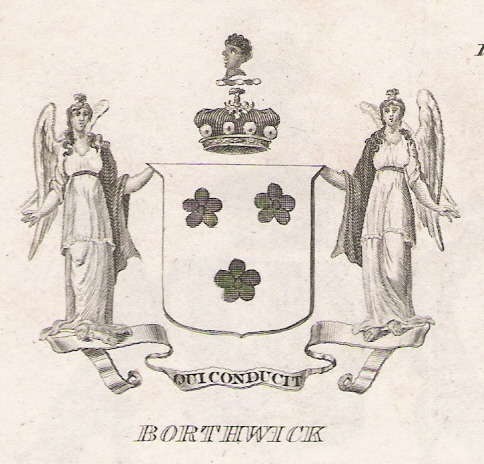
Armoiries telles que montrées dans Peerage of Scotland de Brown en 1834.

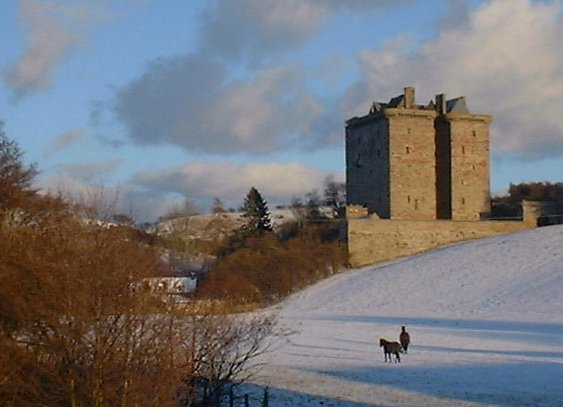
Le château de Borthwick, siège ancestral de la famille.

Détail des armoiries.

Lord Borthwick est un titre de la Pairie d'Écosse. Son siège est au château de Borthwick, à l'est du hameau de Borthwick, dans la région du Midlothian.

## Origine
Alexander Nisbet, important auteur sur l'héraldique en Écosse, relate que « le premier de cette ancienne et noble famille vint de Hongrie en Écosse, dans la suite du cortège de la reine Margaret [ndlr née en hongrie], durant le règne de Malcolm Canmore, anno Domini 1057. Un Thomas de Borthwick est mentionné dans une charte de Robert Lauder of Quarrelwood, durant le règne d'Alexandre II d'Écosse ». A une date incertaine, Sir William de Borthwick of that Ilk fut fait Lord of Parliament sous le nom de William Borthwick, 1er Lord Borthwick, ce qui correspond au plus bas rang de la pairie d'Écosse, étant inférieur à un vicomte.
Nisbet écrivit qu'il « apparaît qu'il n'y a pas de patente dans les archives constituant cette pairie », et estime que « cette famille fut honorée du titre de Lord Borthwick au début du règne du roi Jacques II d'Écosse » qui commença en 1437. Une estimation proche est donnée par Peter Brown à 1438, tandis que d'autres auteurs avancent des dates différentes, tels William Anderson proposant « environ 1424 », Francis Leeson donnant 1452, et Pine écrivant comme dans Burke's Peerage and Baronetage la date du 12 juin 1452,. Lors de la session parlement de 1469, tenue à Edimbourg par Jacques III d'Écosse, le rang de Lord Borthwick venait après celui de Lord Halyburton, créé en 1441. Dans la session tenue deux plus tard, Lord Borthwick est le quatrième Lord of Parliament immédiatement après Lord Glamis, créé en 1445.

## Chronologie
La chronologie des Lord Borthwick est rendue difficile puisque sur les sept premiers, six s'appellent William. Du premier, il est simplement écrit dans Burke's qu'il fut « fait chevalier avant son père en 1430; l'un des magnats qui, d'après les archives contemporaines, pillait la taxe coutumière que versaient les paysans au Lord. Marié et laissa une descendance ». Anderson écrivit que « le premier Lord Borthwick décéda avant 1458 ». Son fils, le second Lord Borthwick, était ambassadeur en Angleterre et maître de la maison royale de Jacques III. Son fils, le troisième Lord, lui succéda. Certains disent qu'il fut parmi les nombreux nobles écossais tués à la Bataille de Flodden Field en 1513, mais le Complete Peerage cité par Pine déclare que « ceci est peu probable ». Son fils, le quatrième Lord, devint gardien de Jacques V d'Écosse lorsqu'il était enfant. 
Le neuvième Lord était un royaliste durant la guerre civile. À sa mort en 1675, la lignée mâle des Borthwick s'éteint et les domaines de Borthwick revinrent à son neveu John Dundas, fils de sa sœur Margaret Borthwick. Le titre fut alors inappliqué pour 87 ans. Les droits au titre revinrent à un parent éloigné, William Borthwick, dixième Lord de jure. Il descendait de second Lord Borthwick à travers son troisième fils Alexander, le fils de celui-ci William Borthwick, 1e de Soltray, puis son arrière-petit-fils William Borthwick, 4e de Soltray et Johnstonburn, et enfin son fils aîné William Borthwick, 5e de Soltray et Johnstonburn. Le dixième Lord ne fit jamais acte de propriétaire sur le titre. Son fils, onzième Lord de jure, était colonel dans l'armée et fut tué à la Bataille de Ramillies en 1706. À sa mort, les droits au titre passèrent à son cousin Henry Borthwick qui devint le douzième Lord de jure. Henry était le petit-fils d'Alexander Borthwick, le fils cadet de William Borthwick, 4e de Soltray et Johnstonburn. Henry était capitaine dans l'armée écossaise et, comme son cousin, se battit à la bataille de Ramillies. Quatre jours après le décès de son cousin, il décéda à son tour à la suite de blessures infligées pendant la bataille. Les droits au titre revinrent à son fils aîné William, treizième Lord de jure, puis à son frère plus jeune, Henry. Ce dernier fit valoir ses droits au titre à la Chambre des lords qui le confirma en 1762, et il devint ainsi le quatorzième Lord Borthwick. À sa mort dix ans plus tard, il n'y eut de nouveau plus de Lord Borthwick déclaré.
Patrick Borthwick, étant l'héritier mâle, fut le quinzième Lord de jure. Il était l'arrière-petit-fils d'Alexander Borthwick, 1e de Reidhall et Sauchnell, fils cadet de William Borthwick, 3e de Soltray et Johnstonburn. Son fils Archibald, sixième Lord de jure, essaya sans succès de faire valoir ses droits au titre auprès de la House of Lords en 1808. Son fils Patrick, dix-septième Lord de jure, échoua de même en 1816. Cependant, son fils cadet Cunninghame réussi à faire approuver ses droits sur le titre par la House of Lords en 1870 et devint le dix-neuvième Lord Borthwick. De 1880 à 1885, il put siéger dans la House of Lords comme pair représentant d'Écosse. Son fils, le vingtième Lord, siégea au même titre entre 1906 et 1910. À sa mort en 1910, le titre passa à un parent éloigné, William Henry Borthwick, descendant de John Borthwick, 1e de Crookston, fils cadet du premier Lord. William ne fit pas valoir ses droits sur le titre et fut donc vingt et unième Lord de jure. Son petit-fils John Henry Stuart Borthwick fut autorisé au titre par le Lord Lyon en 1986 et devint le vingt-troisième Lord Borthwick. Dix ans plus tard, l'aîné de ses fils jumeaux lui succéda au titre, devenant le vingt-quatrième Lord Borthwick. Il est également chef du Clan Borthwick et détient les titres féodaux de Baron de Heriotmuir et Laird de Crookston.